# Soul of a Woman (Sharon Jones & The Dap-Kings)
Soul of a Woman is het zevende en laatste studioalbum van de New Yorkse soulband Sharon Jones & The Dap-Kings. Het werd 17 november 2017 uitgebracht op Daptone, een jaar na het overlijden van Jones en bevat haar laatste studio-opnamen.

## Achtergrond
In 2013 werd er bij Sharon Jones voor het eerst alvleesklierkanker vastgesteld; ze bleef doorgaan met optredens en opnames, ook nadat de kanker in 2015 was teruggekeerd. Tussen alle behandelingen door vonden de opnamen voor Soul of a Woman plaats; alle zangpartijen waren vastgelegd toen Jones op 18 november op 60-jarige leeftijd kwam te overlijden. De Dap-Kings voltooiden het album dat precies een jaar later werd uitgebracht met de toegevoegde gospelsong Call On God die Jones al in de jaren 70 had geschreven toen ze deel uitmaakte van E.L. Fields’ Gospel Wonders. Jones wou een gospelalbum uitbrengen, maar heeft dit nooit kunnen verwezenlijken. De overige nummers op dit goed ontvangen album staan vooral in dienst van haar krachtige teksten en haar dito zangstem.

## Tracklijst
| 1.                 | Matter of Time                  | 3:22 |
| 2.                 | Sail On!                        | 3:00 |
| 3.                 | Just Give Me Your Time          | 2:29 |
| 4.                 | Come and Be a Winner            | 2:56 |
| 5.                 | Rumors                          | 2:33 |
| 6.                 | Pass Me By                      | 3:20 |
| 7.                 | Searching for a New Day         | 3:14 |
| 8.                 | These Tears (No Longer for You) | 3:35 |
| 9.                 | When I Saw Your Face            | 3:23 |
| 10.                | Girl! (You Got to Forgive Him)  | 4:09 |
| 11.                | Call on God                     | 3:37 |
| Totale duur: 35:38 |                                 |      |